# Relaciones Estados Unidos-Portugal
Las relaciones diplomáticas entre Estados Unidos y Portugal se refiere a las relaciones entre ambos estados soberanos. Ambos son miembros de las Naciones Unidas, de la OCDE, de la alianza militar OTAN y son aliados a nivel comercial, político y militar. Según una encuesta realizada para el informe US Global Leadership Report en 2012 solo el 36% de los portugueses aprobaba el liderazgo mundial que ejercía Estados Unidos, con un 12% que lo desaprobaba y un 52% que le resultaba indiferente.

## Historia
Las relaciones bilaterales entre ambos países comenzaron desde los primeros años de los Estados Unidos. Pocos años después de la Guerra de la Independencia americana, Portugal fue el primer país neutral en el conflicto en reconocer al país estadounidense. El 21 de febrero de 1791 George Washington abrió formalmente relaciones diplomáticas, nombrando al Coronel David Humphreys como primer embajador.
La relación mutua en defensa entre Estados Unidos y Portugal es excelente, centrada en el Acuerdo de Cooperación y Defensa de 1995. Por 50 años, la base de Lajes en las Azores ha sido vital como apoyo a la fuerza aérea americana. Tal era su importancia que Estados Unidos trazó planos de contingencia en 1975 para estimular la independencia de las Azores en caso de que los comunistas tomaran el gobierno de Portugal. Ambos países han realizado misiones conjuntas en Afganistán e Irak. Portugal también ha apoyado a Estados Unidos con la base aérea de Montijo y el acceso a sus puertos.
Portugal se define a sí mismo como "atlanticista" enfatizando en su apoyo por mejorar las relaciones entre Europa y Estados Unidos, particularmente en asuntos de defensa y seguridad. El gobierno de Portugal ha sido un aliado clave en apoyar los esfuerzos estadounidenses en Irak, además de servir de anfitrión a la Cumbre de las Azores que precedió a la acción militar en la guerra de Irak. Lisboa es sede del mando conjunto del Sur-Atlántico de la OTAN (RHQ SOUTHLANT).
Estados Unidos exporta 1.470 millones de dólares en productos en 2006 e importó unos 3.040 millones de dólares. Mientras que el comercio portugués se ha incrementado drásticamente en los años 1990 - 2000, el porcentaje de las exportaciones e importaciones de Estados Unidos en Portugal ha ido declinando continuamente. El gobierno de Lisboa aun así ha fomentado la inversión a ambos lados del Atlántico, de esta forma varias firmas americanas farmacéuticas, ordenadores y venta al por menor están instaladas en suelo luso, sobre todo en Lisboa. Por otro lado la inversión en el sector de automoción ha descendido fuertemente en los últimos años.
Se estima que viven 20.000 estadounidenses en Portugal, y más o menos la misma cantidad de portugueses en Estados Unidos repartidos por Massachusetts, Connecticut, Rhode Island, New Jersey, California, y Hawái. El último censo estima que al menos 1,3 millones de personas que viven en Estados Unidos tienen ancestros portugueses, con un porcentaje importante proveniente de las Azores.